# Герміна Ройсс-Грайцька
Герміна Ройсс-Грайцька (нім. Hermine Prinzessin Reuß zu Greiz), також відома як Герміна Ройсс старшої лінії (нім. Hermine Prinzessin Reuß ältere Linie; 17 грудня 1887, Грайц — 7 серпня 1947, Франкфурт-на-Одері) — німецька принцеса та мемуаристка. Дружина колишнього німецького імператора Вільгельма II.

## Біографія
Дочка князя Генріха XXII, правителя Ройсс-Грайського князівства (Ройсс старшої лінії), і принцеси Іди Шаумбург-Ліппської.

### Перший шлюб
7 січня 1907 року вступила в шлюб з сілезьким князем Йоганном Георгом фон Шенайх-Каролатом (11 вересня 1873 — 7 квітня 1920). У шлюбі народила п'ятеро дітей

### Шлюб з імператором
У 1922 року син принцеси Герміни надіслав вітальну листівку до дня народження колишнього імператора, який потім запропонував йрму і Герміні приїхати до нього в Дорн. Вільгельм вважав Герміну дуже привабливою і дуже любив її товариство. Обоє вони недавно овдовіли: Герміна втратила чоловіка, який помер від туберкульозу, трохи більше півтора року тому, а Вільгельм свою дружину Августу-Вікторію — всього 9 місяців тому.
На початку 1922 року Вільгельм вирішив одружитися з Герміною. Попри заперечення монархічних прихильників Вільгельма та їхніх дітей, 63-річний Вільгельм і 34-річна Герміна одружилися 5 листопада 1922 року в Дорні. Це був щасливий шлюб, Герміна залишалася постійною супутницею життя імператора до його смерті в 1941 році. Дітей у них не було.

### Подальше життя
Після смерті Вільгельма II в 1941 році Герміна повернулася до Німеччини. Вона проживала в маєтку свого першого чоловіка в Сілезії до 1945 року. Після Другої світової війни Герміна потрапила під домашній арешт у Франкфурті-на-Одері в радянській зоні окупації Німеччини. Герміна померла у 59 років в таборі для інтернованих в східнонімецькій землі Бранденбург в серпні 1947 року і була похована в античному храмі в Потсдамі.

## Родина
Чоловік — Йоганн Георг фон Шенайх-Каролат  (11 вересня 1873 — 7 квітня 1920)
Діти:
- Принц Ганс Георг Генріх Людвіг Фрідріх Герман Фердинанд (3 листопада 1907 — 9 серпня 1943), одружився з Сибілою, баронесою фон Цедліц унд Лайпе, загинув у бою на Східному фронті під час Другої світової війни.
- Принц Георг Вільгельм (16 березня 1909 — 1 листопада 1927)
- Принцеса Кароліна Герміна Ванда Іда Луїза Феодора Вікторія Августа (9 травня 1910 — 30 травня 1959), одружилася з Гуго Гербертом Гартунгом.
- Принц Фердинанд Йоганн Георг Герман Генріх Людвіг Вільгельм Фрідріх Август (5 квітня 1913 — 17 жовтня 1973), одружився з Розою Раух, баронесою фон Зекендорфф.
- Принцеса Генрієтта Герміна Ванда Іда Луїза (25 листопада 1918 — 16 березня 1972), одружилася з принцом Карлом Францом Прусським.

Чоловік — Вільгельм II Гогенцоллерн, імператор Німеччини
Діти: не було

## Галерея

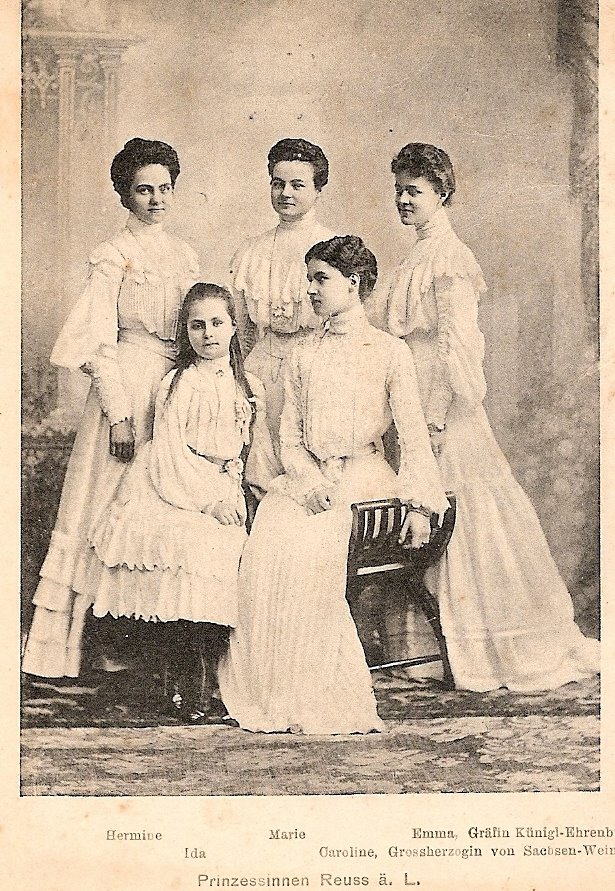
Принцеса Герміна (ліворуч) із сестрами (1903).
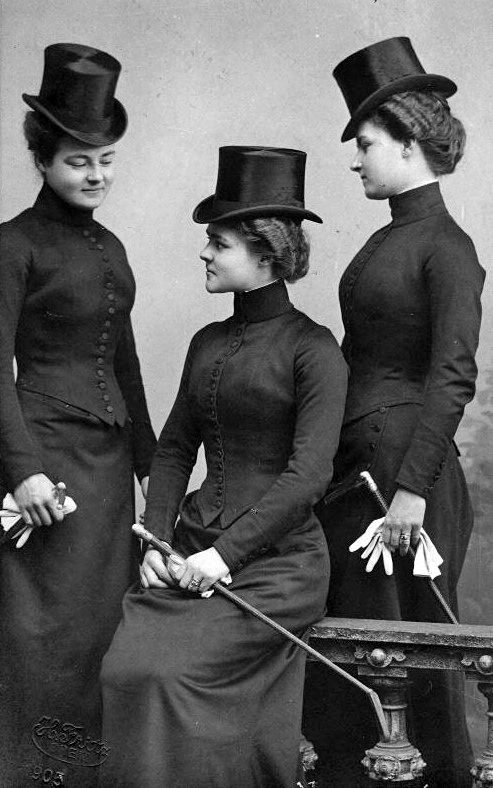
Принцеса Герміна (праворуч) з сестрами Еммою і Кароліною (1905).
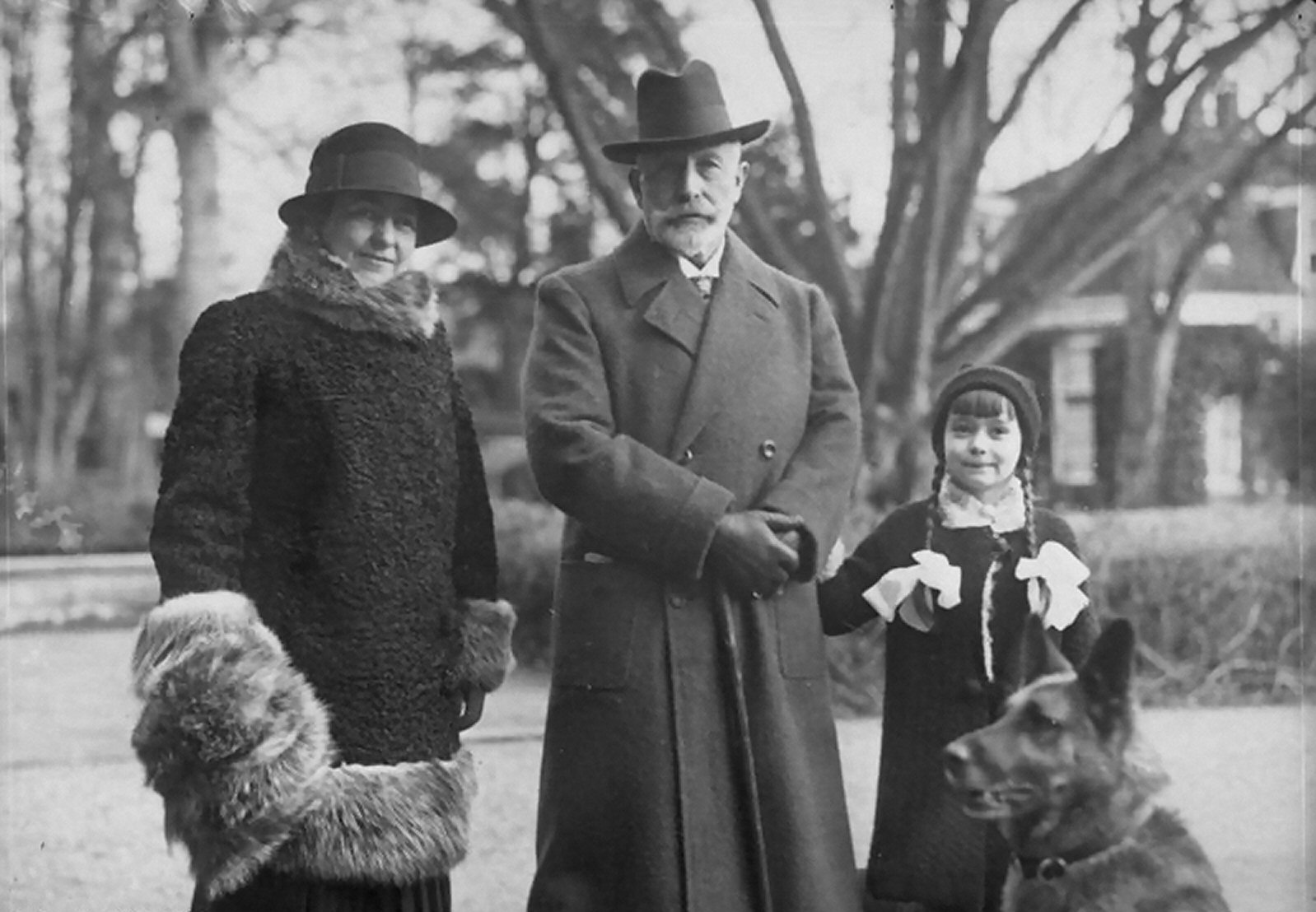
Герміна з чоловіком і дочкою Генрієттою (Доорн; 1931).
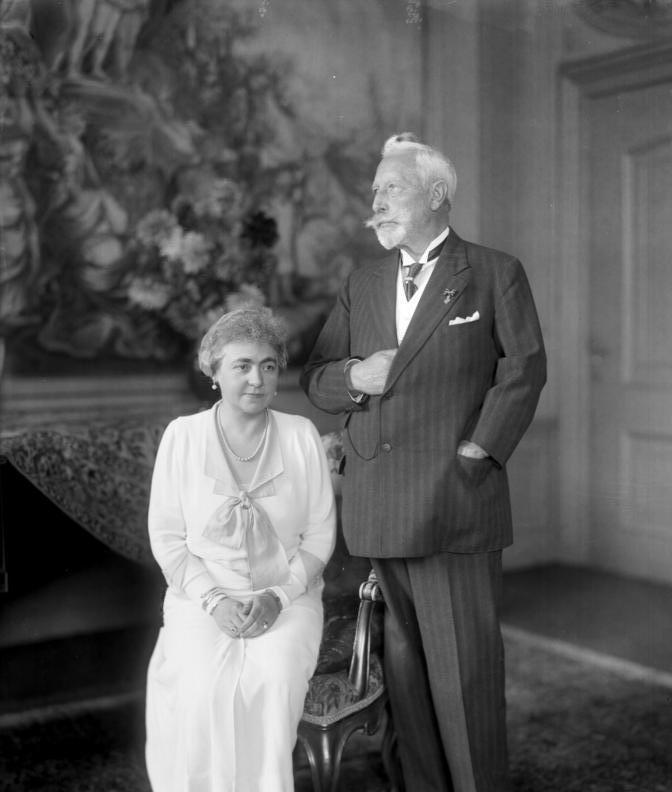
Герміна і Вільгельм у своєму домі (Доорн; 1933).